# Volkspark (Zaandam)
Het Volkspark is een klein park in Zaandam (gemeente Zaanstad) in de Nederlandse provincie Noord-Holland.

## Ontstaan
Het park werd in 1890 geopend en ligt in het noordwesten van Zaandam, tussen de Provincialeweg (N203) en de Vaart.
Het park kwam mede tot stand dankzij een schenking van houthandelaar Cornelis Corver namens de plaatselijke houthandel Van Wessem. Het werd in de Engelse landschapsstijl aangelegd naar ontwerp van H.B. Stephan en J.H. Eilmann. De Zaandammer J. Westenberg ontwierp een door de 'Commissie Voor Het Blijvend Aandenken' bekroonde drinkfontein. De commissie van beheer van het park bepaalde dat het park uitsluitend te betreden zou zijn tussen half zeven 's morgens en tien uur 's avonds. De zomermaanden van 1891 werden, op initiatief van de pachter van het paviljoen op het terrein, aangewend om concerten te geven. De Harmonie uit Zaandam en het Amstels-Fanfarekorps uit Amsterdam beten het spits af in de concertserie.

## Eerste activiteiten
Het Volkspark bood een uitstekende gelegenheid om activiteiten te ontwikkelen. Zo organiseerde Schermvereniging Concordia Vincit Omnia in 1893 drukbezochte nationale schermwedstrijden met als hoofdprijs twee door de Koninginnen uitgeloofde, van beeltenissen der vorstinnen versierde, zilveren medailles. Na een optocht door de gemeente namen 73 deelnemers, afkomstig uit regimenten infanterie, genie, huzaren en veldartillerie de degens tegen elkaar op.
Stoom-, Brood-, Beschuit- en Koekfabriek "de Ruyter" van de firma Verkade & Comp. te Zaandam vierde er in 1896 haar 10-jarig jubileum met 84 personeelsleden waarbij ook patrons en hun vrouwen aanzaten.
Buitengewone drukte heerste er juli 1905 toen aéronaut W. Pottum opsteeg met zijn luchtballon 'Kuko'. Eenmaal boven de Zuiderzee vreesde de ballonvaarder voor een nat pak en zette koers naar Oostzaan waar een geslaagde landing werd ingezet. Twee uur later meldde hij zich weer aan de poort van het Volkspark.
Anno 1909 vormde het Volkspark de plaats waar plannen voor een Centrale Ambachtsschool voor de Zaanstreek werden beklonken. Het onderwijs van de toekomstige school zou zich richten naar de praktische eisen van de Zaanse industrie. De kosten werden geraamd op 80.000 gulden. Plaats van vestiging was ook na veel discussie nog niet bekend.

## Interbellum
Een groot aantal geheelonthouders, dammers, schakers, Duitse bakkersleerlingen, Beierse blazers, bruidsparen, uitvinders, zangers, muzikanten en een afvaardiging Japanse sporters in het Olympisch jaar 1928 passeerde de revue in het Volkspark.
1938 was het jaar waarin het bestuur van de Zaanse Vereniging voor Vreemdelingen (ZVVV) het plan opvatte om een molencomplex te laten verrijzen op de plek van het paviljoen, dat de laatste jaren nog slechts als repetitieruimte werd gebruikt voor muziekverenigingen. Dicht langs de Provincialeweg zou een verkeershuis worden gerealiseerd. De al jaren leegstaande, vervallen en aan vernielingen onderhevige molen Het Pink in Koog aan de Zaan, cadeau gedaan aan de ZVVV namens de laatste eigenaar Abraham Honig, zou daartoe worden afgebroken. Bruikbare delen van deze oliemolen zouden volgens het plan worden opgebouwd in het Volkspark. De vereniging had 21.000 gulden gereserveerd om het plan te realiseren. Het geld zou aan lonen voor volwassen werklozen op gaan die er naar schatting 400 werkweken mee in touw waren. Men hoopte op steun vanuit de provincie. Ook begin 1939 was men nog bijzonder enthousiast over het plan. September 1939 zag de vereniging af van het plan vanwege grote moeilijkheden. Het Pink werd door de ZVVV overgedragen aan vereniging De Zaanse Molen.
De ZVVV ijverde voort en liet haar oog eind 1939 vallen op een andere vervallen Zaandamse molen: Het Jonge Schaap. De oorlog reed het plan echter in de wielen. Er waren amper materialen voor de restauratie verkrijgbaar waarop ook verhuizing van Het Jonge Schaap niet meer aan de orde was.

## Ontwikkelingen na 1940
Op 13 januari 1941 besloot de Zaandamse gemeenteraad tot sloop van het paviljoen in het Volkspark. De baten waren namelijk gering, de onderhoudskosten zeer hoog. De firma gebr. Koek, aannemers van sloop- en grondwerk te Amsterdam, kreeg de voorkeur tegen een betaling van 4275,- gulden. De vrijgekomen grond werd ingericht als een speelgelegenheid voor kinderen.
De muziekkoepel (1946) en de brug over de vijver (1975) verdwenen na de oorlog en het park is een stuk kleiner geworden. Er waren zelfs plannen het park te sluiten. Acties wisten dit tegen te houden met een beroep op de schenkingsacte uit 1889 waarin staat te lezen: “Aan dit park mag nimmer eene andere bestemming gegeven worden.”
Later is het park gerenoveerd en zijn enkele objecten weer teruggeplaatst, de toegangspoort, het hekwerk en de brug. Ook de nieuwe beplanting is zoveel mogelijk in overeenstemming met het originele beplantingsschema, Er zijn verscheidene beelden/sculpturen in het park.